# Djaoued Yadel
Djaoued Yadel (en arabe : جواد يادل) est un ancien footballeur algérien né le 17 août 1969 à Tlemcen. Il évoluait au poste de défenseur central. Après sa carrière de joueur, il se reconvertit en entraîneur.

## Biographie

### Autant que joueur
Il évolue en première division algérienne avec le club de sa ville natale, le WA Tlemcen.

### Autant qu'entraîneur
Djaoued Yadel entraîne le club ou il a passé toute sa carrière footballistique, le WA Tlemcen.

## Palmarès
WA Tlemcen
- Coupe d'Algérie (2) :
  - Vainqueur : 1997-98 et 2001-02.
  - Finaliste : 1999-00.

- Coupe arabe des clubs champions (1) :
  - Vainqueur : 1998.